# Дебют Бонгклауда
Дебют Бонгкла́уда (англ. Bongcloud Attack или англ. Bongcloud Opening; «bong» — бонг (в данном случае означает курение марихуаны) и «cloud» — облако дыма) — неортодоксальный открытый шахматный дебют, который начинается ходами 1. e4 e5 2. ♔e2?.
Считается шуточным дебютом, ассоциируется с шахматным интернет-мемом. После нескольких ходов белые получают худшую позицию, поскольку добровольно лишаются рокировки и не дают фигурам быстро развиться.
Многие Twitch-стримеры, особенно Хикару Накамура, использовали данный дебют в блиц-партиях, в том числе против сильных соперников. Также дебют иногда применяет Магнус Карлсен.
Название «Бонгклауд» также применяется к другим дебютам, где один из игроков ходит королём: например, когда после разыгрывания дебюта ферзевой пешки или дебюта Берда король делает ход по диагонали.

## История

### Происхождение
Считается, что название дебюта происходит от пользователя Chess.com «Lenny_Bongcloud», который использовал его без особого успеха, или в более общем смысле от отсылки к бонгу: устройству, используемому для курения каннабиса. Использование дебюта в шутку поддержал Эндрю Фаббро, автор руководства «Побеждая с Бонгклаудом». Иногда этот дебют используется в качестве издёвки над противником, подразумевая, что игрок не считает своего противника соответствующим своему уровню мастерства.
Ход королём на e2 нарушает общепринятые принципы шахматной стратегии: не позволяет рокироваться, препятствует развитию ферзя и белопольного слона, открывает короля, делая его уязвимым, теряет темп и не делает ничего для улучшения позиции белых. Отсутствие какой-либо компенсации, в отличие от некоторых других сомнительных дебютов, оставляет Бонгклауд далеко за рамками традиционной шахматной практики. В посте Твиттере Найджел Шорт описал Бонгклауд как «оскорбление шахмат».

### Использование игроками высокого класса
Гроссмейстер Хикару Накамура использовал атаку Бонгклауд в онлайн-партиях в блиц. Он создал новый аккаунт на Chess.com, где играл исключительно данный дебют во время прямых трансляций на Twitch, с целью достичь рейтинга в 3000 единиц, которого он достиг 21 января 2021 года. В 2018 году Накамура трижды использовал данный дебют в партиях с гроссмейстером Левоном Ароняном во время чемпионата по быстрым шахматам, проведённого Chess.com: Накамура выиграл одну из трёх партий, две других проиграл. Хикару Накамура также применял Бонгклауд против гроссмейстеров Владимира Доброва и Уэсли Со на чемпионате по быстрым шахматам в 2019 году, обе партии Накамура выиграл. 19 сентября 2020 года Накамура использовал данный дебют в партии против гроссмейстера Джеффри Сюна, в финальном туре онлайн-турнира по рапиду и блицу в Сент-Луисе, где также одержал победу.
15 марта 2021 года Магнус Карлсен, играя за белых, сыграл Бонгклауд в партии против самого Хикару Накамуры в турнире Magnus Carlsen Invitational. Накамура сыграл зеркально, и Kрe8-e7 на втором ходу привёл к позиции на доске под названием «Двойной Бонгклауд». Игра была намеренно сведена в ничью троекратным повторением ходов обоими игроками. Партия произошла в последнем туре вступительного этапа турнира, и оба игрока уже вышли в следующий этап плей-офф, так что результат партии не имел для них никакого значения. Это было первое зарегистрированное появление 1. e2-e4 e7-e5 2. Kрe1-e2 Kрe8-e7 в крупном турнире. Популярность дебюта Бонгклауда возросла после данной партии.
Несмотря на свои очевидные недостатки, использование такого шуточного дебюта может также иметь психологический эффект: после победы Карлсена над Уэсли Со в блицтурнире 2020 года, где первый сыграл 1. f2-f3 (дебют Гедульта, или дебют Барнса), за которым последовало 2. Крe1-f2 — вариант, который также относится к Бонгклауду — американский гроссмейстер отметил, что поражение в партии с таким дебютом стало для него сокрушительным.